# Pepe Martín
José Martín Balcells, también conocido como Pepe Martín (Barcelona, 7 de septiembre de 1932 – Madrid, 7 de junio de 2020), fue un actor y director de teatro español.

## Biografía
Actor eminentemente teatral, forjó sobre los escenarios una carrera de más de 50 años. En los últimos años se dedicó a la lectura de recitales de poesía.
Su paso por televisión también fue destacable, sobre todo en las décadas de 1960 y 1970, mereciendo especial mención su interpretación de El conde de Montecristo. 
Su paso por la pantalla grande fue más testimonial, con pocos títulos en su trayectoria, de los que deben citarse Ensayo general para la muerte (1963), de Julio Coll; El juego de la verdad (1963), de José María Forqué; La conjura de El Escorial (2008) y Fuera de carta (2008).
Falleció a los ochenta y siete años, el 7 de junio de 2020, en Madrid, a causa de una afección cardíaca.

## Obras representadas (selección)
- Sentencia de muerte (1960), de Alfonso Paso.[4]
- Largo viaje del día hacia la noche (1960), de Eugene O'Neill.
- Fiesta de caridad (1961), de Joaquín Calvo Sotelo.
- Inquisición (1961), de Diego Fabbri.
- El beso de la mujer araña (1981), con Juan Diego.
- Lulú (1993), con Victoria Vera.
- Caricias (1994).
- Don Juan Tenorio[5] (2001)

## Televisión
- Cuéntame
  - Los caudillos también se rascan (31 de octubre de 2002)
  - Sí, quiero; no quiero... (15 de mayo de 2003) Jorge Lastra
  - Los camaradas (19 de junio de 2003)
- Géminis, venganza de amor[6] (2003)
- Paraíso
  - Algunos hombres desesperados (6 de septiembre de 2001)
- Academia de baile Gloria
  - Un contrato explosivo (24 de mayo de 2001)
  - Reunión familiar (31 de mayo de 2001)
- Petra Delicado
  - Modelados en el barro (30 de septiembre de 1999)
- Función de noche
  - El beso de la mujer araña (3 de julio de 1996)
- Primera función
  - El landó de seis caballos (16 de marzo de 1989)
- Veraneantes
  - La tormenta (2ª parte) (14 de enero de 1985)
  - La tormenta (3ª parte) (21 de enero de 1985)
  - El bosque (28 de enero de 1985)
  - El bosque (2ª parte) (4 de febrero de 1985)
  - El crepúsculo (11 de febrero de 1985)
  - El crepúsculo (2ª parte) (18 de febrero de 1985)
  - El crepúsculo (3ª parte) (25 de febrero de 1985)
- Un encargo original
  - El arte de mirar (13 de agosto de 1983)
- Original
  - Más allá del juego (26 de agosto de 1975)
- El teatro
  - Usted tiene ojos de mujer fatal (13 de enero de 1975)
- Cuentos y leyendas
  - La buenaventura (19 de noviembre de 1974)
- Don Juan (1974)
- Mónica de medianoche
  - Pepe y Silvia (25 de junio de 1973)
- Ficciones
  - El retrato del diablo (9 de diciembre de 1971)
  - El marido celoso (9 de marzo de 1972)
  - Doble asesinato en la calle Morgue (8 de junio de 1972)
- Obra completa
  - El clavo (20 de agosto de 1971)
- Hora once
  - La bella del bosque (13 de abril de 1969)
- Estudio 1
  - La dama boba (1 de enero de 1969)
  - El reloj de Baltasar (19 de febrero de 1970)
  - Don Juan Tenorio (13 de noviembre de 1970)
  - Mesas separadas (23 de septiembre de 1979)
  - Esta noche tampoco (18 de noviembre de 1979)
- Pequeño estudio
  - El embarcadero (20 de diciembre de 1968)
- Teatro de siempre
  - Pingpong (14 de noviembre de 1968)
  - Rencor (22 de octubre de 1970)
- La otra música
  - Un caso de suerte (5 de noviembre de 1967)
- La familia Colón (1967)
- Novela
  - El hombrecillo (30 de enero de 1967)
  - Emma (13 de noviembre de 1967)
  - Aquellas mujercitas (25 de diciembre de 1967)
  - Biografía de Rosalía de Castro (4 de marzo de 1968)
  - Nunca llueve a gusto de todos (18 de marzo de 1968)
  - Los ojos perdidos (10 de junio de 1968)
  - La abadía de Northanger(25 de noviembre de 1968)
  - El Conde de Montecristo (1969)
  - Vestida de tul (6 de abril de 1970)
  - El río que nace en junio (27 de julio de 1970)
  - Colomba (3 de enero de 1972)
  - La actriz (23 de julio de 1973)
  - Semblanza de una dama (26 de agosto de 1974)
- Sospecha
  - La coartada (10 de abril de 1964)